# ミライト・ワン
株式会社ミライト・ワン（英: MIRAIT One Corporation）は、東京都江東区豊洲に本社を置く通信建設会社。主にNTTグループやKDDI等の通信事業者向けの電気・通信基盤構築を手がけており、業界トップクラスの規模。通信建設業界ではコムシスホールディングス、エクシオグループと共に国内大手通信インフラ企業の一つ。東京証券取引所プライム市場に上場している。
2022年7月1日、ミライト・ホールディングス、ミライト、ミライト・テクノロジーズの合併に伴い発足。旧社名は、ミライト・ホールディングス。

## 沿革
- 2010年（平成22年）10月1日 - 大明、コミューチュア、東電通の経営統合により、ミライト・ホールディングス株式会社設立。
- 2012年（平成24年）10月1日 - グループ再編を実施。
  - 大明と東電通の合併により、ミライト発足。
  - コミューチュアが、ミライト・テクノロジーズへ社名変更。
- 2016年（平成28年）6月17日 - Lantrovision（s）Ltdの株式取得が完了[1]。
- 2018年（平成30年）10月1日 - TTKと経営統合（完全子会社化）[2]。
- 2019年（平成31年）1月1日 - ソルコムおよび四国通建との経営統合（両社の完全子会社化）[3][4]。
- 2022年（令和4年）
  - 3月31日 - 西武鉄道より西武建設の株式95%を取得、連結子会社化[5]。
  - 7月1日 - ミライト・ホールディングスが、ミライトおよびミライト・テクノロジーズを吸収合併、株式会社ミライト・ワンへ社名変更[6]。
- 2023年（令和5年）12月22日 - ジオ ホールディングス エルピーから国際航業の全株式を取得すると同時に、国際航業を完全子会社化[7]。

## 事業内容
- 電気通信工事
- 電気工事
- 土木工事
- 建築工事
- 及びこれらに関連する事業を行う子会社及びグループ会社の経営管理等

## 主な営業登録
- 特定建設業
  - 電気通信工事業、土木工事業、建築工事業、大工工事業、とび・土工工事業
  - 石工事業、屋根工事業、電気工事業、管工事業、タイル・れんが・ブロック工事業
  - 鋼構造物工事業、舗装工事業、ガラス工事業、しゅんせつ工事業、塗装工事業
  - 防水工事業、内装仕上工事業、熱絶縁工事業、造園工事業、建具工事業
  - 水道施設工事業、解体工事業
- 一般建設業
  - 消防施設工事業
- 電気工事業届出
  - 経済産業大臣届出
- 一級建築士事務所
  - 東京都知事登録
  - 大阪府知事登録
- NTT認定
  - 電気通信設備請負工事競争参加資格（NTT東日本・NTT西日本）
- 無線局認定点検
  - 登録検査等事業者
- 労働者派遣事業
  - 厚生労働大臣許可

## 主要事業所
- 本社 - 東京都江東区豊洲5-6-36
- カンパニー拠点
  - キャリアイーストカンパニー（東京都品川区西五反田3）
  - キャリアウエストカンパニー（大阪府大阪市浪速区）
  - ソリューションカンパニー（東京都品川区西五反田2）
- 支店
  - 北海道支店（北海道札幌市白石区）
  - 東北支店（宮城県仙台市若林区）
  - 福島支店（福島県郡山市）
  - 栃木支店（栃木県栃木市）
  - 茨城支店（茨城県つくば市）
  - 千葉支店（千葉県千葉市稲毛区）
  - 埼玉支店（埼玉県さいたま市西区）
  - 神奈川支店（神奈川県横浜市神奈川区）
  - 東海支店（愛知県名古屋市西区）
  - 北陸支店（石川県金沢市）
  - 関西支店（大阪府吹田市）
  - 京都支店（京都府京都市南区）
  - 兵庫支店（兵庫県神戸市東灘区）
  - 奈良支店（奈良県橿原市）
  - 和歌山支店（和歌山県岩出市）
  - 中国支店（広島県広島市南区）
  - 四国支店（香川県高松市）
  - 九州支店（福岡県福岡市博多区）
  - 沖縄支店（沖縄県那覇市）

## グループ会社
- 株式会社ミライト・ワン
  - 株式会社アストエンジ
  - インフライズ株式会社
  - 株式会社沖創工
  - 片倉建設株式会社
  - 近畿電機株式会社
  - 株式会社グランドクリエイト
  - 光陽エンジニアリング株式会社
  - 株式会社コトネットエンジニアリング
  - 株式会社コムリード
  - 新光電機株式会社
  - 株式会社GNR
  - 大明通産株式会社
  - 株式会社テクノトライト
  - 東電通ネットワーク株式会社
  - 西日本電工株式会社
  - 株式会社日設
  - 日本産業株式会社
  - 株式会社フューコム
  - 株式会社ホープネット
  - 株式会社ミライト・エックス
  - 株式会社ミライト・ソリューションズ
  - 株式会社ミライト・モバイル・イースト
  - 株式会社ミライト・モバイル・ウエスト
  - 株式会社ミライト・ワン・ネクスト
  - 株式会社ミラテクドローン
  - 明成通信株式会社
  - 株式会社ラインコネクト
  - 株式会社ラピスネット
  - 株式会社リブネット
  - DAIMEI SLK（PRIVATE）LIMITED（スリランカ）
  - MIRAIT PHILIPPINES,INC.（フィリピン）
  - MIRAIT Technologies Australia Pty.Limited（オーストラリア）
- 株式会社TTK
  - 株式会社TTKエンジ宮城
  - 株式会社HOKUBU
  - 株式会社TTKエンジ岩手
  - 株式会社TTKエンジ青森
  - 株式会社TTKエンジ秋田
  - 株式会社TTKエンジ山形
  - 株式会社TTKエンジ福島
  - 塚田電気工事株式会社
- 株式会社ソルコム
  - 株式会社ソルコムマイスタ
  - 友和工業株式会社
  - 成建工業株式会社
  - 株式会社ソルコムビジネスサービス
  - 中国通信資材株式会社
  - 株式会社電通資材
- 四国通建株式会社
  - 越智電気工事株式会社
  - STKテクノ株式会社
- 株式会社ミライト・ワン・システムズ
  - 株式会社アクティス
  - 株式会社CREiST
  - タイムテック株式会社
  - 株式会社トラストシステム
- 西武建設株式会社
- 国際航業株式会社
  - 明治コンサルタント株式会社
  - 株式会社北杜設計
  - 株式会社三郷ひまわりエナジー
  - 株式会社ノキシタ
  - 琉球国際航業株式会社
  - KKCシステムズ株式会社
  - 株式会社国際データプロダクションセンター
  - 株式会社TDS
  - ThinkTron Limited（台湾）
- Lantrovision（S） Ltd
  - Lantro（S） Pte Ltd
  - Lantro（Malaysia） Sdn Bhd
  - Lantro（Penang） Sdn. Bhd.
  - Lantro（HK） Limited
  - Lantrovision Korea Co. Ltd
  - Lantro（Shanghai） Co. Ltd
  - Lantro Phils Inc.
  - Lantro（Taiwan） Ltd
  - Lantro Technologies India Pvt Ltd
  - LANTRO NE PTE LTD
  - Appsilan Asia Pte Ltd
  - Innovative Energy Systems & Technology Pte Ltd
  - PT Lantro Technologies Indonesia
  - YL Integrated Pte Ltd
  - Sun Power Electrical Pte Ltd
  - Nectric Engineering Pte Ltd
  - Shanghai Changling Communication Equipment Co.,Ltd
  - Altro Solutions Pte Ltd
  - Lantro（Thailand） Co. Ltd
  - Lantro（Vietnam） Co. Ltd
  - Lantro（Cambodia） Co. Ltd
  - Lantrovision Inc.